# Hugo Larsson
Hugo Larsson (Svarte, 27 de junio de 2004) es un futbolista sueco que juega en la demarcación de centrocampista para el Eintracht Fráncfort de la 1. Bundesliga.

## Selección nacional
Tras jugar en varias categorías inferiores de la selección, finalmente hizo su debut con la selección de fútbol de Suecia en un partido amistoso contra Finlandia que finalizó con un resultado de 2-0 a favor del combinado sueco tras los goles de Christoffer Nyman y Joel Asoro.

## Clubes
| Club                | País     | Año       | Partidos | Goles |
| ------------------- | -------- | --------- | -------- | ----- |
| Malmö FF            | Suecia   | 2022-2023 | 61       | 3     |
| Eintracht Fráncfort | Alemania | 2023-     | 85       | 8     |

## Palmarés

### Títulos nacionales
| Título         | Club     | País   | Año  |
| -------------- | -------- | ------ | ---- |
| Copa de Suecia | Malmö FF | Suecia | 2022 |